# 奧列克西伊夫卡 (切爾尼希夫州)
51°5′9″N 32°42′22″E / 51.08583°N 32.70611°E
奧列克西伊夫卡（羅馬化：Oleksiivka）是烏克蘭北部的村莊，隸屬切爾尼希夫州的尼任區。該村始建於1900年，面積0.25平方公里，海拔高度148米，2006年人口89，人口密度每平方公里357.4人。